# Tratado de Kurakchay
El Tratado de Kurakchay (en azerí: Kürəkçay müqaviləsi; en persa: عهدنامه کورکچای), también conocido como el Tratado ruso-karabají del 14 de mayo de 1805, fue un tratado firmado entre el comandante militar ruso en el Cáucaso Pável Tsitsiánov en nombre del Zar Alejandro I de Rusia e Ibrahim Khalil Khan del Kanato de Karabaj, que convirtió al Kanato en un protectorado del Imperio ruso. Formó parte de una serie de tratados concluidos entre Rusia y los kanes locales en Transcaucasia de 1801 a 1805. Firouzeh Mostashari calificó este tratado como una capitulación, que Tsitsiánov forzó al kan Ibrahim Khalil a firmar. Asimismo, sostiene que, en sus informes al Zar, Tsitsiánov distorsionó el evento para simular que el kan estaba dispuesto a unirse al imperio.
Bajo los términos del tratado, Ibrahim Khalil Kan declaró su sumisión al Emperador ruso, abjuró su lealtad al sah persa y se comprometió a pagar un tributo anual. Las autoridades rusas tendrían el control total sobre las relaciones exteriores del kanato y estacionaría tropas en Şuşa. A cambio, Rusia reconoció a Ibrahim Khalil y sus descendientes como gobernantes de Karabaj a perpetuidad con autoridad completa sobre los asuntos internos del kanato. De hecho, el kan fue asesinado por los rusos meses más tarde.